# گرند باهاما شرقی

گرند باهاما شرقی (به لاتین: East Grand Bahama) یک شهرستان در باهاما است که در بخش شرقی جزیره گرند باهاما واقع شده‌است.

## خصوصیات
شهر فری پورت در این منطقه قرار گرفته است
جمعیت گرند باهاما ۵۱٬۷۵۶ نفر است  و ۱۲٫۱۹ متر بالاتر از سطح دریا قرار گرفته است.